# 侏儒国
侏儒国（しゅじゅこく）とは、古代中国の後漢書や魏志に登場する邪馬台国の南方にあると考えられていた小人の国である。黒歯国、裸国とともに記述されている。

## 概要
次のとおり中国史書に記載されている。後漢書や、『三国志』のいわゆる魏志倭人伝に倭国の女王国を去ること四千里、南方にあるとされている。
魏志倭人伝に先行する資料である『山海経』には東方の海に「小人国」という島があるとされる。他にも同書には「焦僥」「周饒」「菌人」などの小人たちが東方や南方に住んでいるとされる。「焦僥」「周饒」は「侏儒」と同系の発音で同語源、もともと同じ言葉である。

## 魏志倭人伝
『魏志倭人伝』では以下のとおり記述される。

## 後漢書倭伝
『後漢書倭伝』では以下のとおり記述される。

## 主な比定地
種子島
種子島が侏儒国であると比定される動きが、一部に出ている。これは、種子島から発掘された弥生期から古墳時代にかけての人骨の調査結果で、「極端な」短頭、低頭、低身長特徴を持ち、魏志倭人伝に記述されている侏儒國の人類学的特徴と一致しているとの見解による。
この特徴は同時期の人骨が発見されている沖縄や九州、本州などには見られない特徴で「小人並」の成人の人骨は種子島だけにしか見られないとのことである。
種子島は九州北部から短里という概念で約四千里、南方に位置することにもなるので、邪馬台国九州説を唱える者の中には、侏儒国を種子島に比定する者がいる。